# Alexander Gustafsson
Alexander L. Gustafsson (Arboga, Suecia; 15 de enero de 1987) es un artista marcial mixto sueco que compite en la categoría de peso semipesado en Global Fight League.

## Carrera de artes marciales mixtas

### Carrera temprana
Gustafsson comenzó a entrenar MMA en 2006. Anteriormente, él había empezado a entrenar boxeo alrededor de los 10 años. Antes de firmar con UFC, Gustafsson luchó principalmente en pequeñas promociones en Suecia y otras partes de Europa. En el año 2009, ya había acumulado un récord de 8-0, con 6 victorias por la vía del KO/TKO.

### Ultimate Fighting Championship
En su debut, Gustafsson se enfrentó a Jared Hamman el 14 de noviembre de 2009 en UFC 105. Gustafsson ganó la pelea por nocaut a los 41 segundos de la primera ronda.
Su siguiente combate fue contra el también invicto Phil Davis el 10 de abril de 2010 en UFC 112. Gustafsson perdió la pelea por sumisión a falta de 5 segundos para el término de la primera ronda.
El 16 de octubre de 2010, Gustafsson se enfrentó al veterano Cyrille Diabaté en UFC 120. Tras haber dominado la pelea tanto de pie como en el suelo, Gustafsson consiguió someter a Diabaté en la segunda ronda. En la conferencia de prensa posterior al evento, Gustafsson le agradeció a Alliance MMA por su entrenamiento para este combate.
Gustafsson ganó su segunda pelea consecutiva tras derrotar a James Te-Huna en la primera ronda por sumisión el 27 de febrero de 2011 en UFC 127.
El 6 de agosto de 2011, Gustafsson se enfrentó a Matt Hamill en UFC 133. Gustafsson ganó la pelea por nocaut técnico en la segunda ronda.
Gustafsson finalmente se enfrentó a Vladimir Matyushenko el 30 de diciembre de 2011 en UFC 141. Gustafsson ganó la pelea por nocaut técnico en la primera ronda.
Gustafsson se enfrentó a Thiago Silva el 14 de abril de 2012 en UFC on Fuel TV 2. Gustafsson ganó la pelea por decisión unánime.
El 8 de diciembre de 2012, Gustafsson se enfrentó a Maurício Rua en UFC on Fox 5. Gustafsson ganó la pelea por decisión unánime.
Gustafsson se enfrentó a Jon Jones el 21 de septiembre de 2013 en UFC 165 por el campeonato de peso semipesado. Gustafsson perdió la pelea en una controvertida decisión unánime. Tras la actuación de ambos peleadores, la pelea obtuvo el premio a la Pelea de la Noche y la mejor Pelea del Año 2013.
Gustafsson se enfrentó a Jimi Manuwa el 8 de marzo de 2014 en UFC Fight Night 37. Gustafsson ganó la pelea por nocaut técnico en la segunda ronda. Tras el evento, ambos peleadores ganaron el premio a la Pelea de la Noche y Gustafsson obtuvo la Actuación de la Noche por su actuación.
El 24 de enero de 2015, Gustafsson se enfrentó a Anthony Johnson en UFC on Fox 14. Gustafsson perdió la pelea por nocaut técnico en la primera ronda.
El 3 de octubre de 2015, Gustafsson se enfrentó a Daniel Cormier por el campeonato de peso semipesado en UFC 192. Gustafsson perdió la pelea por decisión dividida. Tras el evento, ambos peleadores ganaron el premio a la Pelea de la Noche.
Gustafsson enfrentó a Jan Błachowicz el 3 de septiembre de 2016 en el UFC Fight Night 93. Ganó la pelea por decisión unánime.
Un combate con Antônio Rogério Nogueira fue programado por tercera vez y se esperaba que tenga lugar el 19 de noviembre de 2016 en el UFC Fight Night 100. Sin embargo, pocos días después de que la pelea fuera anunciada, Gustafsson se retiró de la pelea citando una lesión. A su vez, fue sustituido por Ryan Bader. Más tarde se reveló que había sufrido una lesión en la espalda, lo que le mantendría fuera de la competeición por tiempo indefinido.
Gustafsson se enfrentó a Glover Teixeira el 28 de mayo de 2017 en el UFC Fight Night 109. Ganó la pelea por KO en la quinta ronda. Luego del término de la pelea, Gustafsson propuso matrimonio a su novia y actualmente esposa.
Gustafsson fue el primer candidato para enfrentar a Luke Rockhold, pero Rockhold tendría que retirarse de la pelea, debido a una lesión. En cambio, se programó que Gustafsson se enfrentara a Volkan Oezdemir el 4 de agosto de 2018 en UFC 227. Sin embargo, el 19 de julio de 2018 se informó que Oezdemir fue retirado de la pelea debido a una fractura en la nariz. El 22 de julio de 2018, Gustafsson también se retiró de la pelea debido a una lesión. Más tarde se reveló que Gustafsson había sufrido una lesión en el tendón de la corva y que la UFC esperaba que regresara antes de fin de año.
El 10 de octubre, se anunció que Gustafsson tendría una revancha en el regreso de Jon Jones el 29 de diciembre de 2018 en UFC 232 por el vacante Campeonato de Peso Semipesado de UFC. Perdió la pelea por nocaut técnico en la tercera ronda. Gustafsson sufrió una lesión en la ingle durante la pelea, tras un rodillazo de Jones.

### Retiro
Gustafsson se enfrentó a Anthony Smith el 1 de junio de 2019 en el evento principal de UFC Fight Night 153. Perdió la pelea por la sumisión en la cuarta ronda. En su entrevista posterior a la pelea, Gustafsson anunció su retiro de las AMM al quitarse los guantes, dejarlos en el suelo del octágono y decir «El espectáculo ha acabado muchachos"».

### Salida del retiro y nueva etapa en UFC
Apenas unos meses después del retiro de Gustafsson de la competición, los rumores sobre un posible regreso ya estaban en marcha. El 7 de noviembre de 2019, el presidente de UFC, Dana White, confirmó que Gustafsson estaba mostrando interés en regresar. En una entrevista del 3 de abril de 2020, Gustafsson reveló que planeaba un viaje de entrenamiento a los EE. UU. tan pronto como se levantaran las restricciones de viaje debido a la pandemia de COVID-19. Dijo que el resultado de este viaje determinaría su regreso o no.
El 5 de junio de 2020, Gustafsson anunció su regreso a la competición activa en UFC como parte de la división de peso pesado. Se enfrentó al excampeón de peso pesado, Fabrício Werdum, el 26 de julio de 2020 en UFC on ESPN 14. Perdió la pelea por sumisión mediante llave de brazo en el primer asalto.
Gustafsson estaba programado para enfrentar a Paul Craig en una pelea de peso semipesado el 4 de septiembre de 2021 en UFC Fight Night 191. Sin embargo, una semana antes del evento, Gustafsson se retiró debido a una lesión.
En cambio, Gustafsson estaba programado para permanecer en el peso pesado y enfrentar a Ben Rothwell el 21 de mayo de 2022. Sin embargo, a fines de marzo, se anunció que Rothwell fue liberado de la lista de UFC.
Gustafsson se enfrentó a Nikita Krylov el 23 de julio de 2022 en UFC Fight Night 208. Perdió la pelea por nocaut al principio del primer asalto.
Gustafsson estaba programado para enfrentar a Ovince Saint Preux el 10 de diciembre de 2022 en UFC 282. Sin embargo, Gustafsson se retiró debido a razones no reveladas y fue reemplazado por Philipe Lins.
El 12 de diciembre de 2024, se informó que a Gustafsson se le concedió su liberación de UFC.

### Global Fight League
El 11 de diciembre de 2024, se anunció que Gustafsson firmó con Global Fight League (GFL). Está programado para enfrentarse a Ovince Saint Preux el 25 de mayo de 2025 en GFL 2.

## Campeonatos y logros
- Ultimate Fighting Championship
  - Pelea de la Noche (Cuatro veces)
  - Actuación de la Noche (Una vez)

- World MMA Awards
  - Pelea del Año (2013) vs. Jon Jones el 21 de septiembre[48]
  - Peleador Internacional del Año (2013)[49]

- Nordic MMA Awards - MMAViking.com
  - Peleador del Año (2011)[50]
  - Peleador del Año (2012)[51]
  - Pelea del Año (2013) vs. Jon Jones el 21 de septiembre[52]

## Récord en artes marciales mixtas
| Resultado | Récord | Oponente             | Método                             | Evento                                   | Fecha                    | Ronda | Tiempo | Localización               | Notas                                                                                 |
| --------- | ------ | -------------------- | ---------------------------------- | ---------------------------------------- | ------------------------ | ----- | ------ | -------------------------- | ------------------------------------------------------------------------------------- |
| Derrota   | 18–8   | Nikita Krylov        | TKO (golpes)                       | UFC Fight Night: Blaydes vs. Aspinall    | 23 de julio de 2022      | 1     | 1:07   | Londres ,Inglaterra        | Regreso al peso Semipesado.                                                           |
| Derrota   | 18–7   | Fabrício Werdum      | Sumisión (armbar)                  | UFC on ESPN: Whittaker vs. Till          | 26 de julio de 2020      | 1     | 2:30   | Abu Dabi                   | Debut en el peso pesado.                                                              |
| Derrota   | 18–6   | Anthony Smith        | Sumisión (rear-naked choke)        | UFC Fight Night: Gustafsson vs. Smith    | 1 de junio de 2019       | 4     | 2:38   | Estocolmo                  | Después del combate, Gustafsson anunció su retiro de las artes marciales mixtas.      |
| Derrota   | 18–5   | Jon Jones            | TKO (golpes)                       | UFC 232                                  | 29 de diciembre de 2018  | 3     | 2:02   | Inglewood, California      | Por el vacante Campeonato de Peso Semipesado de UFC.                                  |
| Victoria  | 18–4   | Glover Teixeira      | KO (golpes)                        | UFC Fight Night: Gustafsson vs. Teixeira | 28 de mayo de 2017       | 5     | 1:07   | Estocolmo                  | Pelea de la Noche.                                                                    |
| Victoria  | 17–4   | Jan Błachowicz       | Decisión (unánime)                 | UFC Fight Night: Arlovski vs. Barnett    | 3 de septiembre de 2016  | 3     | 5:00   | Hamburgo                   |                                                                                       |
| Derrota   | 16–4   | Daniel Cormier       | Decisión (dividida)                | UFC 192                                  | 3 de octubre de 2015     | 5     | 5:00   | Houston, Texas             | Por el Campeonato de Peso Semipesado de UFC; Pelea de la Noche.                       |
| Derrota   | 16–3   | Anthony Johnson      | TKO (golpes)                       | UFC on Fox: Gustafsson vs. Johnson       | 24 de enero de 2015      | 1     | 2:15   | Estocolmo                  | Eliminatoria por el título.                                                           |
| Victoria  | 16–2   | Jimi Manuwa          | TKO (rodillazo y golpes)           | UFC Fight Night: Gustafsson vs. Manuwa   | 8 de marzo de 2014       | 2     | 1:18   | Londres                    | Pelea de la Noche; Actuación de la Noche.                                             |
| Derrota   | 15–2   | Jon Jones            | Decisión (unánime)                 | UFC 165                                  | 21 de septiembre de 2013 | 5     | 5:00   | Toronto                    | Por el Campeonato de Peso Semipesado de UFC; Pelea de la Noche; Pelea del Año (2013). |
| Victoria  | 15–1   | Maurício Rua         | Decisión (unánime)                 | UFC on Fox: Henderson vs. Diaz           | 8 de diciembre de 2012   | 3     | 5:00   | Seattle, Washington        |                                                                                       |
| Victoria  | 14–1   | Thiago Silva         | Decisión (unánime)                 | UFC on Fuel TV: Gustafsson vs. Silva     | 14 de abril de 2012      | 3     | 5:00   | Estocolmo                  |                                                                                       |
| Victoria  | 13–1   | Vladimir Matyushenko | TKO (golpes)                       | UFC 141                                  | 30 de diciembre de 2011  | 1     | 2:13   | Las Vegas, Nevada          |                                                                                       |
| Victoria  | 12–1   | Matt Hamill          | TKO (golpes y codazos)             | UFC 133                                  | 6 de agosto de 2011      | 2     | 3:34   | Philadelphia, Pennsylvania |                                                                                       |
| Victoria  | 11–1   | James Te-Huna        | Sumisión (rear-naked choke)        | UFC 127                                  | 27 de febrero de 2011    | 1     | 4:27   | Sídney                     |                                                                                       |
| Victoria  | 10–1   | Cyrille Diabaté      | Sumisión (rear-naked choke)        | UFC 120                                  | 16 de octubre de 2010    | 2     | 2:41   | Londres                    |                                                                                       |
| Derrota   | 9–1    | Phil Davis           | Sumisión (anaconda choke)          | UFC 112                                  | 10 de abril de 2010      | 1     | 4:55   | Abu Dhabi                  |                                                                                       |
| Victoria  | 9–0    | Jared Hamman         | KO (golpes)                        | UFC 105                                  | 14 de noviembre de 2009  | 1     | 0:41   | Mánchester                 |                                                                                       |
| Victoria  | 8–0    | Vladimir Shemarov    | KO (golpes)                        | Superior Challenge 3                     | 30 de mayo de 2009       | 1     | 2:37   | Estocolmo                  |                                                                                       |
| Victoria  | 7–0    | Pedro Quetglas       | TKO (golpes)                       | The Zone FC: Shockwave                   | 8 de noviembre de 2008   | 1     | 2:08   | Gotemburgo                 |                                                                                       |
| Victoria  | 6–0    | Krzysztof Kulak      | Decisión (unánime)                 | KSW - Extra                              | 13 de septiembre de 2008 | 2     | 5:00   | Dąbrowa Górnicza           |                                                                                       |
| Victoria  | 5–0    | Matteo Minonzio      | TKO (golpes)                       | The Zone FC: Showdown                    | 10 de mayo de 2008       | 1     | 3:52   | Gotemburgo                 |                                                                                       |
| Victoria  | 4–0    | Florian Muller       | TKO (rodillazo al cuerpo y golpes) | Fite Selektor                            | 13 de marzo de 2008      | 2     | 3:44   | Dubái                      |                                                                                       |
| Victoria  | 3–0    | Farbod Fadami        | TKO (golpes)                       | The Zone FC: The Zone                    | 9 de febrero de 2008     | 1     | 2:31   | Estocolmo                  |                                                                                       |
| Victoria  | 2–0    | Mikael Haydari       | TKO (golpes)                       | FinnFight 9                              | 15 de diciembre de 2007  | 1     | 0:50   | Turku                      |                                                                                       |
| Victoria  | 1–0    | Saku Heikola         | Sumisión (rear-naked choke)        | Shooto Finland: Chicago Collision 3      | 17 de noviembre de 2007  | 2     | 3:42   | Lahti                      |                                                                                       |